# Trinaesta proleterska udarna brigada NOVJ-a
Trinaesta proleterska udarna brigada "Rade Končar" je osnovana 7. studenog 1942. godine u selu Gornjem Sjeničaku kod Vrginmosta, Republika Hrvatska.
Brigada je formirana od Prvog bataljuna Hrvatske i Žumberačko-pokupskog odreda NOP-a. Od osnutka pa do 11. prosinca 1942. godine zvala se 13. hrvatska brigada "Josip Kraš" kada je naredbom Glavnog štaba NOV-a i PO-a Hrvatske proglašena proleterskom i dobila naziv "Rade Končar". Brigada je imala tri bataljuna, četu za vezu i mitraljesku četu s oko 600 boraca. Prvi zapovjednik brigade bio je Milan Žeželj, a politički komesar Božo Spaček. 
13. proleterska udarna brigada "Rade Končar" na svom ratnom putu prešla je oko 17.000 kilometara, a u njenim jedinicama borilo se više od 1.000 boraca. Sudjelovala je u završnim operacijama oslobođenja Jugoslavije: oslobođenju Beograda, u proboju Srijemskog bojišta, oslobođenju Zagreba i ratni put završila u Istri. Odlikovana je Ordenom narodnog heroja Jugoslavije, Ordenom narodnog oslobođenja, Ordenom partizanske zvijezde i Ordenom bratstva i jedinstva.

## Narodni heroji Trinaeste proleterske brigade
Narodni heroji 13. proleterske brigade su
- Ante Banina
- Marijan Badel
- Rade Bulat
- Ivan Denac
- Vojislav Ivetić
- Milan Mraović
- Milan Žeželj
- Bogdan Mamula
- Dušan Pekić
- Dinko Šurkalo
- Ilija Popović
- Simo Vučinić
- Miloš Vučković